# Timur Valitov
Timur Valitov (* 1994) ist ein russischer Jazzmusiker (Tenorsaxophon, Komposition).

## Leben und Wirken
Valitov, der aus Ufa stammt und zunächst in St. Petersburg Saxophon studierte, setzte sein Jazzstudium an der Hochschule für Musik Dresden bei Finn Wiesner fort. In Dresden gründete er ein Quartett mit dem Pianisten Janne Nicolas, dem Bassisten Ivan Scholz und dem Schlagzeuger Heinrich Eißmann, mit denen er sein Album Oktogon (2022) veröffentlichte. Im Duo mit dem Pianisten Victor Möhmel, das 2021 entstand, spielte er das Album Dialogues Vol. 1 ein, das 2023 bei Unit Records erschien. Mit der Sängerin Kateryna Kravchenko trat er im selben Jahr bei JazzBaltica auf.
Mit seinem Quartett errang Valitov 2023 den „eco-Stifterpreis“.